# Chiesa cattolica in Uzbekistan
La Chiesa cattolica in Uzbekistan è parte della Chiesa cattolica universale, sotto la guida spirituale del Papa e della Santa Sede.

## Storia
Benché il Cristianesimo in queste terre sia stato presente fin dal IX secolo, e nonostante il papato avesse fondato una diocesi a Samarcanda nel XIV secolo, la presenza delle circoscrizioni ecclesiastiche della Chiesa cattolica nel Paese è abbastanza recente e risale al momento dell'indipendenza della nazione, nel 1991. 
Nel XIX secolo, durante la penetrazione dell'Impero Russo in Asia Centrale, si svilupparono i primi insediamenti cattolici nel territorio dell'attuale Uzbekistan, composti soprattutto da militari e coloni di origine polacca, lituana e tedesca. La prima cappella cattolica a Taškent fu consacrata nel 1883 dal cappellano militare p. Ferdinand Senčikovskij, anche se la sua presenza fu temporanea. A partire dal 1902, il lituano mons. Justinas Bonaventūra Pranaitis poté esercitare stabilmente il ministero cattolico, promuovendo la costruzione di chiese a Taškent, Samarcanda e Fergana, come quelle di Aşgabat e Kyzyl-Arvat nell'attuale Turkmenistan.
Durante il periodo sovietico, la vita religiosa cattolica venne fortemente repressa. Tuttavia, negli anni '30 e '40 del Novecento, numerosi cattolici – in particolare polacchi e tedeschi del Volga – furono deportati in Uzbekistan e in altri territori dell’Asia centrale, contribuendo così a mantenere vivo il cattolicesimo, seppur in modo clandestino. Tra i protagonisti di questa pastorale nascosta si ricordano p. Michael Köhler, p. Józef Świdnicki e p. Boleslav Rutenis. Nel 1942 il vescovo militare polacco Józef Gawlina riuscì a esercitare brevemente il proprio ministero tra le truppe e i civili polacchi nel Paese.
Dopo l’indipendenza dell’Uzbekistan (1991), la Santa Sede stabilì relazioni diplomatiche il 17 ottobre 1992 e la presenza cattolica poté così riorganizzarsi. Papa Giovanni Paolo II ha affidato la comunità cattolica uzbeka all'Ordine dei Frati Minori Conventuali e il 29 settembre 1997 ha eretto una missione sui iuris con giurisdizione sull'intero territorio uzbeko; nel 2005 la missione sui iuris è diventata amministrazione apostolica e comprende alcune parrocchie e centri pastorali distribuiti in tutto il Paese, tra cui Bukhara, Samarcanda, Fergana e Urgench.

## Organizzazione ed istituzioni
Nel 2008 la Chiesa cattolica è presente sul territorio con l'amministrazione apostolica dell'Uzbekistan, di rito romano.
Alla fine del 2005 la Chiesa cattolica in Uzbekistan contava:
- 5 parrocchie;
- 9 preti;
- 9 suore religiose;
- 0 istituti scolastici;
- 3 istituti di beneficenza.

A questa si aggiunge una circoscrizione di rito bizantino: l'amministrazione apostolica del Kazakistan e dell'Asia Centrale.
La popolazione cattolica ammontava a 4.000 cristiani, pari allo 0,016% della popolazione cioè circa ad un cittadino uzbeko su 6.000.
Da settembre 2021 l'episcopato locale fa parte della conferenza episcopale dell'Asia centrale che riunisce i vescovi delle Chiese cattoliche presenti in Uzbekistan, Tagikistan, Kirghizistan, Turkmenistan e Kazakistan.

## Nunziatura apostolica
La nunziatura apostolica in Uzbekistan è stata istituita nel 1994.

### Nunzi apostolici
- Marian Oles (9 aprile 1994 - 11 dicembre 2001 nominato nunzio apostolico in Macedonia e Slovenia)
- Józef Wesołowski (16 febbraio 2002 - 24 gennaio 2008 nominato nunzio apostolico nella Repubblica Dominicana)
- Antonio Mennini (26 luglio 2008 - 18 dicembre 2010 nominato nunzio apostolico nel Regno Unito)
- Ivan Jurkovič (22 luglio 2011 - 13 febbraio 2016 nominato osservatore permanente della Santa Sede presso l'Ufficio delle Nazioni Unite ed Istituzioni specializzate a Ginevra e l'Organizzazione mondiale del commercio)
- Celestino Migliore (21 gennaio 2017 - 11 gennaio 2020 nominato nunzio apostolico in Francia)
- Giovanni d'Aniello, dal 14 gennaio 2021